# سلووتش
سلووتش (به لاتین: Sloveč) یک منطقهٔ مسکونی در جمهوری چک است که در ناحیه نیمبورک واقع شده‌است.